# Kopytník evropský

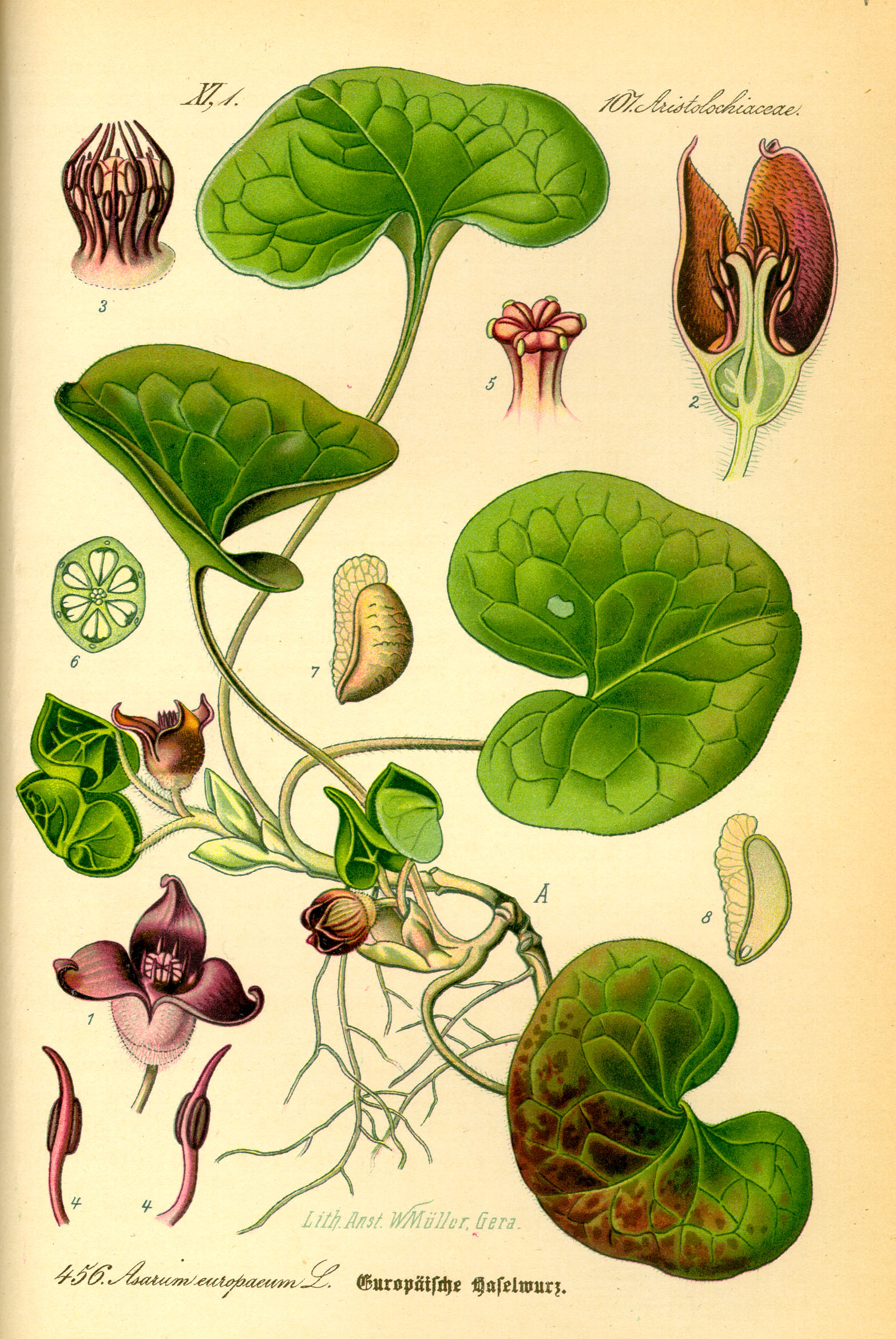
Zobrazení rostliny

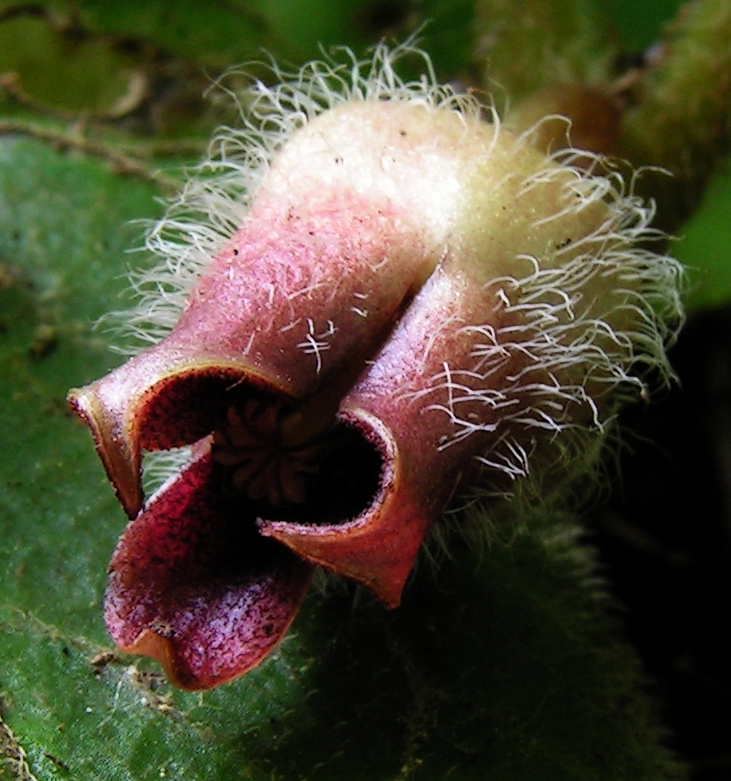
Květ

Kopytník evropský (Asarum europaeum) je vytrvalá, toxická, stínomilná, nenápadná bylina, která je v české krajině poměrně hojná. Je to jediný druh z rozsáhlého rodu kopytník, který se vyskytuje v České republice. Je pokládán za původní druh a v lidovém léčitelství býval užíván hlavně pro vyvolání zvracení (emetikum) nebo průjmu.

## Výskyt
Rostlina je mnohá staletí součásti evropské a západoasijské květeny. Byla rozšířena po velké části Evropy, od Francie na západě přes země střední i Východní Evropy, Turecko a okolí Kavkazu až za Ural do západní Sibiře a Střední Asie. Na jihu bylo její rozšíření ohraničeno severním pobřežím Středozemního moře a na severu jihem Skandinávského poloostrova. Tento výskyt nebyl v minulosti na výše uvedeném území plošný, ale jen ostrůvkovitý, postupně se však rostlina, pravděpodobně lidským přičiněním, dostala do přírody téměř ve všech evropských státech. Mnohdy lze jen stěží stanovit původnost nebo introdukci.
V České republice roste od nížin do horského pásma, nejvýše v Hrubém Jeseníku ve Velké kotlině v nadmořské výšce 1350 m n. m. Zcela však chybí na jižní Moravě.

## Ekologie
Rostlina nejčastěji roste v polostínu až stínu, v půdách silně humózních, výživných, vlhkých, hlubokých a slabě zásaditých. Nalezneme ji nejčastěji v listnatých, méně často v jehličnatých lesích, v křovinách, roklinách nebo na stinných březích podél potoků. Roste na místech, která jsou alespoň na jaře hodně vlhká, ne však zaplavená vodou.
Hemikryptofyt, jehož vegetační pupeny jsou nízko nad zemí a proti mrazu jsou chráněny odumřelou bylinnou hmotou a sněhem, ve středoevropských podmínkách je zcela mrazuvzdorný a dlouhověký. Raší obvykle již v únoru a kvete od března do počátku května.

## Popis
Vytrvalá, vždyzelená, 5 až 10 cm vysoká bylina obsahuje fenolické sloučeniny a po rozemnutí voní po pepři. Lodyha je poléhavá až vystoupavá, krátce šupinatá a jako celá rostlina porostlá měkkými, odstávajícími chlupy. U vrcholu lodyhy rostlou dva až čtyři dlouze řapíkaté, téměř vstřícné listy. Kožovité čepele jsou ledvinovité až okrouhlé, na bázi hluboce vykrojené, celokrajné, s dlanitou žilnatinou, na vrchní straně jsou tmavozelené a na spodní světlezelené až narůžovělé.
Přímo z oddenku vyrůstají na krátkých, asi 1 cm dlouhých, spíše převislých stopkách jednotlivé květy. Obvykle pod listy ukryté květy bývají baňkovité, asi 1,5 cm dlouhé, oboupohlavní a pravidelné. Vytrvalé okvětí je tvořeno třemi lístky, které jsou z vnitřní strany tmavě purpurové a pruhované, z vnějšku purpurově hnědé a na mají špičky zakřivené do středu. V květu je dvanáct tyčinek s prašníky ve dvou kruzích, vnější jsou kratší. Spodní semeník srostlý ze šesti plodolistů je na vrchu plochý a nese krátkou čnělku s hrubou, šestilaločnou bliznou.
Plod je hnědofialová, chlupatá, vejčitá tobolka obsahující hnědá semena s bílým masíčkem. Semena roznášejí hlavně mravenci, pro které je masíčko vítanou potravou. Mimo semeny se rostlina může rozmnožit dělením trsů.

## Význam
Kopytník evropský byl hlavně ve středověku často využívanou léčivkou. Obsahuje zejména v oddenku třísloviny, pryskyřice, sliz, škrob, glykosidy, organické kyseliny, minerální látky a hlavně silici asaron, která působí na část nervové soustavy dráždivě a na část tlumivě. Po požití dále dochází k podráždění ledvin, rozšíření zorniček, celkové slabosti a může způsobit potrat. Před smrtelným důsledkem užití většího množství rostliny je dotyčný obvykle chráněn tím, že droga bývá spontánně z těla vypuzena zvracením a průjmem. V malém množství bylina zvyšuje činnost srdečního svalu, zužuje cévy, působí proti kuřáckému kašli a tlumí bolest při ischiasu a migréně. Nyní se jako léčivá rostlina v civilizované společnosti již nepoužívá.